# Činžovní dům Karla Schulze I
Činžovní dům Karla Schulze I je část dvojdomu, který si nechal v letech 1904–05 postavit v centru Hradce Králové továrník Karel Schulz. První část domu, na adrese Tomkova 182, má fasády obráceny do ulic Tomkova a Špitálská a je téměř symetrickou kopií činžovního domu Karla Schulze II.

## Historie
Spolumajitel kovozpracující továrny v Kuklenách Karel Schulz se rozhodl na parcele čp. 182, kterou zdědil, vybudovat nový dům. Přikoupil ještě sousední parcelu čp. 193 a architekta Rudolfa Němce oslovil s požadavkem, aby pro oba objekty navrhl jednotnou fasádu uzavírající celý domovní blok a zasahující do tří ulic. Přestože opticky tvoří oba domy jeden celek, na každé číslo popisné se vztahovaly v rámci stavebního řízení jiné zákonné normy (například první část domu byla osvobozena od daně na 12 let, zatímco druhá část domu na 18). Stavba obou částí domu začala v červenci roku 1904 a dokončena byla 23. srpna 1905, v září pak bylo vydáno kolaudační rozhodnutí. Stavbu realizovala hradecká stavební firma Nekvasil – Schmidt.
Dům byl zapsán do seznamu kulturních památek v roce 1987.

## Architektura
Architekt Rudolf Němec se rozhodl pro zdobnou secesní stavbu. Dům je typický výrazným zkoseným nárožím, které je nad korunním římsou vyvýšeno oblouky, balustrádou a završeno kamennými vázami. Celé nároží je zdobeno pilastry sahajícími přes tři patra a ukončenými štukovými věnci se zavěšenými třapci a stuhami. Parter domu je dekorován pásovou rustikou, ve vyšších patrech pak je fasáda bohatě štukově zdobena, hlavně v polích pod okny. Fasáda v ulici Špitálská je završena trojúhelníkovým tympanonem, který přesahuje až do sousedního domu. Podobně je mělký středový rizalit v ulici Špitálská společný oběma domům. V první a druhém patře této fasády jsou mělké balkonky s kovaným zábradlím.
Obě části domu jsou stavebně odděleny a každá má samostatný vchod zdobený secesní štukovou rostlinnou ornamentikou. V přízemí domu byly obchody, v patrech pak byty (v každém patře vždy jeden dvoupokojový a jeden třípokojový). Dispozice bytů odpovídala spíš životnímu stylu 19. století (malé koupelny, chyběl pokojík pro služku). I přesto byl dům ihned po svém dokončení prezentován v prestižním architektonickém časopise Der Architekt, kde byla zobrazena fasáda a také zajímavá nástavba nad korunní římsou.